# غلاديس أرنولد
غلاديس أرنولد هي صحفية كندية، ولدت في 5 أكتوبر 1905، وتوفيت في 29 سبتمبر 2002.